# Giuseppe Peano

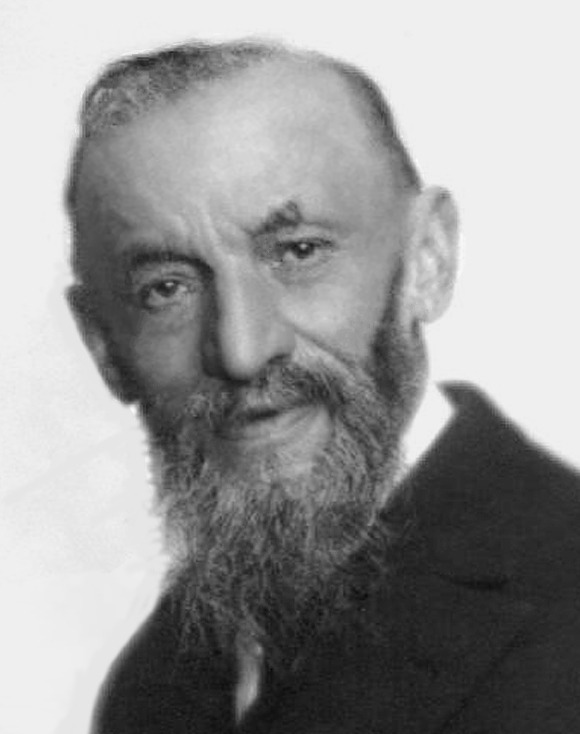
Giuseppe Peano.

Giuseppe Peano (Spinetta, deel van Cuneo, in Piëmont, 27 augustus 1858 – Turijn, 20 april 1932) was een Italiaans wiskundige, filosoof en logicus. Gedurende zijn leven werkte hij aan een formele beschrijving van de rekenkunde. Zijn werk stond aan de basis van de hoge vlucht die de wiskunde nam tussen 1870 en 1940.

## Biografie

### Opleiding en vroege carrière

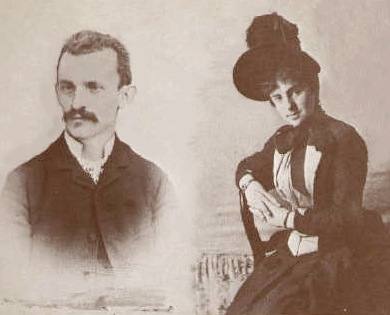
Giuseppe Peano en zijn vrouw Carola Crosio in 1887

Peano werd geboren in Spinetta, op een boerderij.
In 1876 begon hij aan een studie aan de universiteit van Turijn, waar hij in 1880 magna cum laude afstudeerde. Hij werd aangesteld als universitair docent aan zijn alma mater, een post die hij vervulde tot 1882. Hij werkte in die tijd eerst onder Enrico d'Ovidio en later onder Angelo Genocchi, die de leerstoel der infinitesimale calculus bezetten. In 1881 publiceerde Peano het eerste van zijn ruim tweehonderd gepubliceerde papers en boeken (waarvan het merendeel over de wiskunde handelde).
Vanaf 1882 was Peano feitelijk verantwoordelijk voor het vak Infinitesimale Calculus, wat hij te danken had aan Genocchi's gebrekkige gezondheid. Erg zal hij er echter niet van genoten hebben – een spraakgebrek waardoor hij de letter r niet uit kon spreken, was voor zijn studenten een voortdurende bron van hilariteit. Peano's eerste boek, een lesboek in de calculus dat onterecht aan Genocchi werd toegeschreven, verscheen in 1884.
Op 27 juli 1887 huwde Peano Carola Crosio.

### Wetenschappelijke carrière en voornaamste publicaties

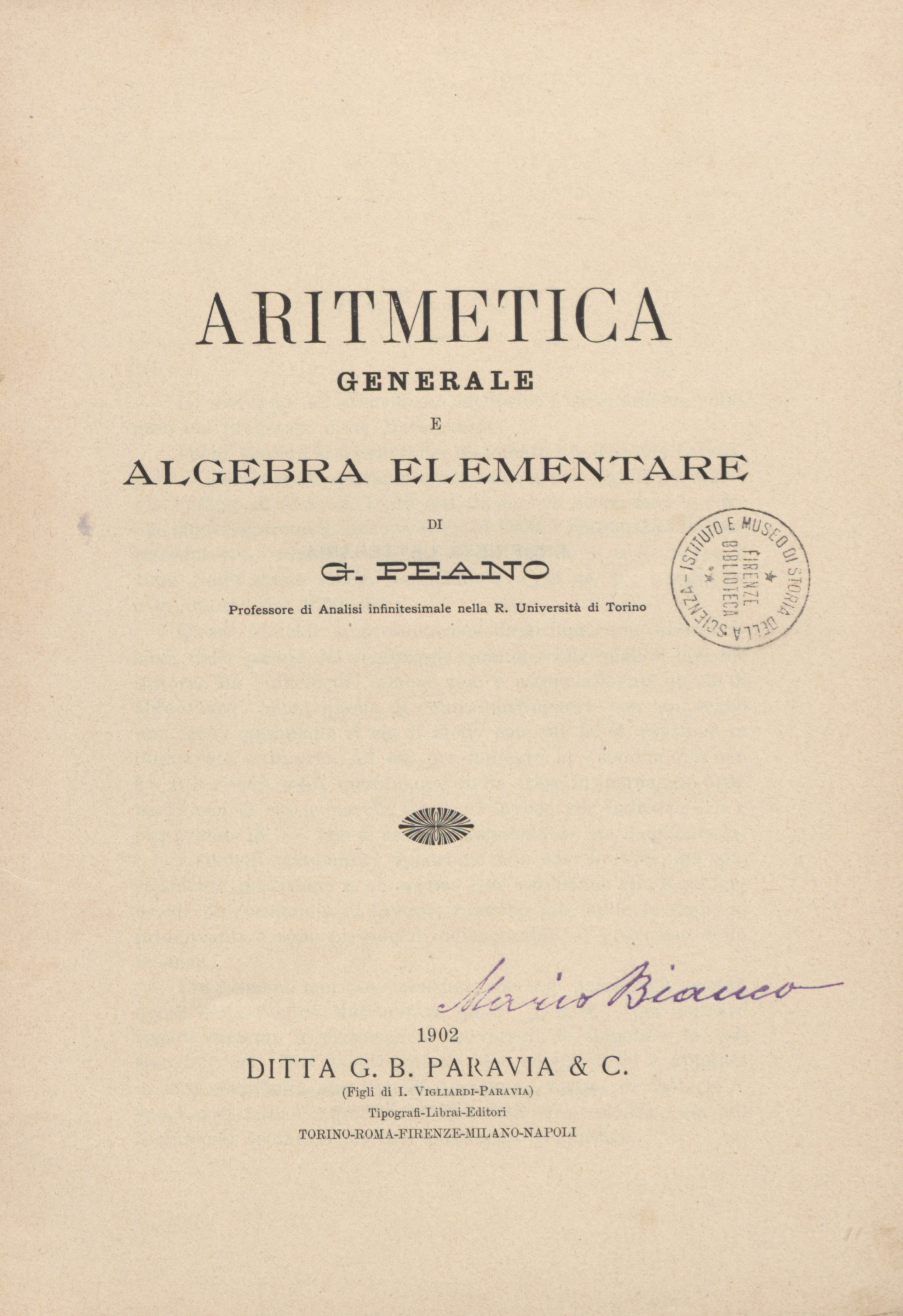
Aritmetica generale e algebra elementare, 1902

In 1888, het jaar waarin ook zijn vader overleed, publiceerde Peano zijn eerste werk aangaande de wiskundige logica. In dit werk begon hij aan het uitdrukken van de rekenkunde in termen van de verzamelingenleer; in dit boek gebruikte hij ook als eerste de "moderne" symbolen voor vereniging ({\displaystyle \cup }) en doorsnede ({\displaystyle \cap }).
In 1889 werd Peano aangesteld aan de Koninklijke Militaire Academie van Turijn als "Professor eerste klas" (hoogleraar), waar hij ook al les gaf. In dat jaar publiceerde hij ook  de axioma's van Peano als formele onderbouwing van het begrip 'natuurlijk getal'.  Peano's ruimtevullende kromme verscheen in een van zijn publicaties in 1890, als een tegenvoorbeeld. Met deze Peano-kromme toonde hij aan dat een continue kromme niet altijd in een willekeurig kleine ruimte gevangen kan worden. Hetzelfde jaar werd hij aangesteld als buitengewoon hoogleraar in de infinitesimale calculus aan de universiteit van Turijn.
In 1891 werd Peano lid van de Wetenschappelijke Academie in Turijn. Datzelfde jaar begon hij aan de ambitieuze taak een encyclopedie van de wiskunde op te stellen. Dit project kreeg de naam "Project Formulario" en had tot doel een verzameling op te stellen van alle in de wiskunde gebruikte formules en theoremata, gebruikmakend van een standaardnotatie die door Peano geïntroduceerd werd.
In 1895 werd hij aangesteld als voltijd hoogleraar aan de universiteit van Turijn. 
De eerste internationale wiskundige conferentie werd gehouden in 1897 in Zürich. Peano was een van de belangrijkste genodigden; hij droeg een paper voor over mathematische logica. Rond deze tijd begon Peano ook geobsedeerd te raken door zijn "Formulario", wat de rest van zijn werk niet ten goede kwam. 
In 1898 stuurde hij een brief aan de "Academie" aangaande binaire numeriek en de mogelijkheid om deze numeriek te gebruiken om de tonen van een taal vast te leggen. Tegelijkertijd werd hij zo gefrustreerd door het moeten wachten op de drukker (door zijn wens om iedere formule op een enkele regel afgedrukt te hebben), dat hij een drukpers aanschafte.
De tweede internationale wiskundige conferentie werd gehouden in 1900 in Parijs, direct na de eerste internationale filosofie-conferentie. Bij die laatste conferentie was Peano lid geworden van het comité van patronen der filosofie en had hij een paper voorgedragen over het vraagstuk van correct gevormde definities in de wiskunde (een vraag die neerkomt op "hoe definieer je een definitie?"). Dit vraagstuk zou gedurende de rest van zijn leven een van Peano's voornaamste, filosofische interesses zijn. Bij de wiskundige conferentie ontmoette Peano Bertrand Russell, die hij een kopie van zijn Formulario cadeau deed. Russell was zo onder de indruk van Peano's innovatieve symbolenlogica dat hij de conferentie vroegtijdig verliet om thuis Peano's stuk te bestuderen. Op de conferentie zelf werden door Peano's leerlingen verschillende papers gepresenteerd die gebaseerd waren op Peano's leerstukken, maar Peano zelf gaf geen voordracht. Wel gaf hij zijn volledige steun aan een resolutie om een nieuwe Internationale Hulptaal te ontwikkelen die de verspreiding van nieuwe wiskundige (en commerciële) ideeën zou vergemakkelijken.
Tegen 1901 was Peano op het hoogtepunt van zijn loopbaan. Hij had belangrijke ontdekkingen gedaan in de analyse, wiskundige grondslagen en logica. Hij had bijdragen geleverd aan het calculusonderwijs, het vakgebied der differentiaalvergelijkingen en vectoranalyse. Peano speelde een sleutelrol bij het axiomatiseren van de wiskunde en was een pionier in de wiskundige logica.  Van de Italiaanse regering kreeg Peano erkenning in de vorm van een ridderorde ("Ridder in de Orde van Sint-Mauritius en Sint-Lazarus"). Wel werd Peano's tijd meer en meer ingenomen door het Formulario-project, waar zijn onderwijswerkzaamheden onder leden. Sterker nog: hij wilde dusdanig tegen iedere prijs zijn nieuwe symbolen onderwijzen dat de calculus in zijn calculus-vak erbij in begon te schieten. Om die reden werd hij bij de Koninklijke Militaire Academie ontslagen, maar kon hij wel aanblijven bij de universiteit van Turijn.
In 1903 presenteerde Peano zijn vorderingen op het gebied van een internationale hulptaal die hij "Latino sine Flexione" noemde ("Latijn zonder verbuigingen", later Interlingua geheten). Dit werd een voornaam project (naast het vinden van medewerkers aan de Formulario).
In 1905 werd Peano bevorderd tot "Ridder van de Kroon van Italië" en werd hij ook verkozen tot Corresponderend Lid van de Accademia dei Lincei, de hoogste eer die een Italiaans wetenschapper ten deel kon vallen (ter vergelijking, ook Galileo Galilei was lid).
In 1908 kwam het vijfde en laatste deel van de Formulario uit, getiteld "Formulario Mathmatico". Het bevatte 4200 formules en theoremata, allen volledig uitgeschreven en de meeste met bewijs. Het boek werd echter weinig gebruikt en het grootste gedeelte was tegen die tijd al achterhaald. De commentaren en voorbeelden waren gesteld in "Latino sine flexione", waardoor veel wiskundigen het boek niet wilden gebruiken. Desondanks was en is het toch een belangrijk stuk wiskundige literatuur. Hetzelfde jaar nam Peano aan de Universiteit van Turijn de Leerstoel der Hogere Analyse over – maar behield hem slechts twee jaar.
Peano werd verkozen tot directeur van de Academia pro Interlingua. Deze "Academie" heette eerst de Kadem bevünetik volapüka (Internationale Academie van Volapük. De academie was opgericht tijdens een congres in München in 1887 en was in 1898 al omgevormd tot de Akademi Internasional de Lingu Universal door de toenmalige directeur Rosenberger. De academie had al de international taal Idiom Neutral uitgebracht, maar besloot uiteindelijk deze feitelijk te laten vallen en over te stappen op "Latino sine flexione". Bij die gelegenheid volgde hernoeming tot Academie voor Interlingua en werd Peano als directeur aangesteld.
In 1910 stierf Peano's moeder. Gedurende de volgende vierentwintig jaar verdeelde Peano zijn tijd (niet gelijkmatig) tussen de ontwikkeling van zijn en andere kunsttalen (hij werd een graag gezien lid van de internationale hulptaal beweging), onderwijs en het werken aan teksten voor de middelbare scholen (waaronder een wiskundig woordenboek). Als lid van de Accademia dei Lincei droeg hij papers voor van vrienden en collegae die geen lid waren (De Academia publiceerde alle papers die tijdens zittingen werden voorgedragen).
In 1917 werd hij nogmaals geëerd met promotie tot "Officier van de Kroon van Italië" en nogmaals in 1921, toen promotie tot Commandeur volgde.
In 1925 wisselde Peano onofficieel van leerstoel, overstappend van Infinitesimale Calculus op Complementaire Wiskunde, een vakgebied dat hem op dat moment beter lag. In 1931 werd deze overstap officieel.
Peano bleef lesgeven aan de Universiteit van Turijn tot de dag voor zijn overlijden, 20 april 1932. Hij overleed aan een hartaanval.

## Citaat over Peano
Hij [Peano] was een man die ik zeer bewonderde, meteen vanaf het moment van onze eerste ontmoeting in 1900 bij een filosofiecongres, dat hij domineerde door de exactheid van zijn geest.
- Bertrand Russell 1932